# August Abraham von der Sahla
August Abraham von der Sahla (* 11. November 1643; † 21. März 1685 in Venedig) war ein sächsischer Kreishauptmann und Kammerherr.

## Leben
Er stammte aus einem alten sächsischen Adelsgeschlecht und studierte an der Universität Leipzig. 1676 wurde er zum Kammerherrn ernannt.
Sahla war von 1684 bis zu seinem Tod 1685 Kreishauptmann des Leipziger Kreises und Kämmerer am kursächsischen Hof in Dresden. Er starb auf einer Reise in Venedig.